# Constantin Ferber III
Constantin (Konstantyn) Ferber III (ur. 24 sierpnia 1580 w Gdańsku, zm. 27 września 1654, tamże) był burmistrzem i burgrabią królewskim w Gdańsku.

## Życiorys
Urodził się w jednej z najbogatszych rodzin patrycjuszowskich Gdańska jako syn ławnika Constantina Ferbera II (1550-1623) i jego żony Elżbiety z d. Hacken. Naukę pobierał w Gdańskim Gimnazjum Akademickim. 1617 wszedł do III ordynku, 1619 został ławnikiem, a 1626 rajcą. W 1629 od 10 września wraz z burmistrzem Arnoldem Holtenem uczestniczył w rokowaniach polsko-szwedzkich zakończonych rozejmem w Altmarku. 1632 został burmistrzem. 1635 Władysław IV Waza powołał go do Komisji Okrętów Królewskich, jednak Ferber za pośrednictwem Rady Miejskiej poprosił króla o zwolnienie z tej funkcji. W tym samym roku uczestniczył w rokowaniach w Sztumskiej Wsi oraz posłował (z Johannem Ernstem Schröerem i Henrykiem Frederem) na sejm zwołany 21 listopada 1635 do Warszawy, gdzie nie udało mu się zapobiec uchwaleniu w Gdańsku ceł dla króla. 1645 pełnił urząd burgrabiego. Sprawował funkcje protoscholarchy i inspektora kościoła Mariackiego. 1652 przyczynił się do uśmierzenia sporów między predykantami w Gdańsku. Uczestniczył w pracach sejmiku pruskiego i w sejmach koronnych. Był właścicielem Rotmanki pod Gdańskiem.
Po śmierci został pochowany w kościele Mariackim, gdzie jego brat Johann w 1656 ufundował pompatyczne epitafium z czarnego marmuru i alabastru.